# Foillan

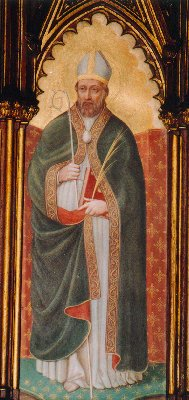
St. Foillan

St. Foillan (* 24. Oktober um 600; † 31. Oktober 655 oder 656 im Wald von Soigne in Belgien) ist ein irischer Heiliger, der landesabhängig auch unter den Namen Faelan, Feuillien, Faolan, Foelan, Feuillen de Fosses, Pholien oder Foalan bekannt ist. Foillan war der Bruder des Heiligen Ultanus und des Heiligen Fursa.
Foillan war ein Sohn des Königs Fyltan von Mounster und wurde in Irland geboren. Sein Geburtsort ist nicht genau bekannt. Er wurde, vermutlich beeinflusst durch seine beiden Brüder, Mönch und später im von seinem Bruder zwischen 634 und 650 gegründeten englischen Kloster Cnobheresburg Abt. Dieses lag im Herrschaftsgebiet der Ostangeln. Bei dem heute nicht mehr existierenden Klosterkomplex handelt es sich wahrscheinlich um Burgh Castle bei Great Yarmouth in Norfolk. Nachdem es zu einem Krieg zwischen Penda von Mercien und dem Ost-Angelsächsischen König Anna gekommen war, wurde das Kloster geplündert. Foillan gelang es gerade noch die Reliquien des Klosters und die Kirchenbücher zu retten, und er floh mit zwei Gefährten nach Péronne in Nordfrankreich. Dort wurde er vom neustrischen Hausmeier Erchinoald aufgenommen.
Einige Quellen sagen aus, dass Papst Martin I. Foillan bei einem Aufenthalt in Rom zum Missionsbischof weihte.
Foillan ging später nach Nivelles, wo Itta, die Frau von Pippin dem Älteren, ein Kloster errichtet hatte und als Nonne lebte. Foillan war dort als Lehrer tätig und wohnte im benachbarten Männerkloster. Ittas Tochter Gertrud von Nivelles gründete das Kloster Fosses bei Namur, erteilte Foillan 652 die Aufgabe zum Aufbau eines Kloster- sowie eines Krankenhauses. Sie setzte ihn außerdem als Abt ein. Den Kontakt zum Kloster Nivelles hielt Foillan stets aufrecht. Bei einer Rückreise aus Nivelles, wo er am Vorabend die Messe gesungen hatte, wurde er am 31. Oktober im Wald von Soigne an einem Ort, wo sich nun die Stadt Roeulx befindet, von Räubern überfallen und umgebracht. Seine entkleidete Leiche fand man im Graben eines Schweinestalls.
Foillan wurde im Kloster Fosses beigesetzt. Seine Verehrung verbreitete sich rasch, wobei er speziell in der Wallonie und im Rheinland bekannt wurde. Reliquien des Heiligen Foillan befinden sich u. a. in der Aachener Kirche St. Foillan, der einzigen Kirche in Deutschland, die seinen Namen trägt.
In Lüttich untersteht die Kirche Église Saint-Pholien de Liège seinem Patrozinium.
St. Foillan gilt als der Heilige der Brückenbauer, Zahnärzte, Chirurgen und Kinderschwestern.